# Jamie Bell
|  | Maskinoversættelse og/eller tvivlsomt indhold Denne sides indhold bærer præg af at være en maskinoversættelse og/eller meget dårligt og uklart formuleret. Det vurderes at sproget er så dårligt og eventuelt forkert eller til at misforstå, at det bør omskrives eller oversættes på ny. Du kan hjælpe med at oversætte til korrekt dansk i denne og lignende artikler. Hvis dette ikke sker inden for kort tid, kan en sletning komme på tale. Se evt. denne sides diskussionsside eller i artikelhistorikken. |

Andrew James Matfin Bell (født 14. marts 1986) er en engelsk skuespiller og danser, der fik sit gennembrud for sin debutrolle i filmen Billy Elliot (2000). Jamie Bell vandt en BAFTA for sin præstation i filmen i kategorien "Bedste Skuespiller i en hovedrolle".
Han er også kendt for hans roller i filmene King Kong (2005), Jumper (2008), The Adventures of Tintin (2011) og Snowpiercer (2013) såvel som i hovedrollen som Abraham Woodhull i TV-serien Turn: Washington's Spies (2014). Han portrætterede Thing i filmen Fantastic Four fra 2015.

## Tidlige liv
James Bell er født i Billingham i Stockton-on-Tees i England, hvor han voksede op med sin mor, Eileen (født Matfin) og sin ældste søster, Kathryn. Hans far, John Bell, var værktøjsmager og forlod familien før Bell blev født. Bell fandt interessen for at danse efter at have ledsaget sin søster til hendes ballet lektioner Han var elev på Northfield School og tog scenekunst-klasser på den lokale danseskole. Han er medlem af National Youth Music Theatre.

## Karriere
I 1999 blev han udvalgt blandt over 2000 drenge til rollen som Billy Elliot, en 11-årig dreng, der forråder sin arbejder-klasse far og ældste bror ved at gå til ballet. Han optrådte også i Close and True, et juridisk drama på ITV fra 2000, hvor han spillede Robson Green. James Bolam og Susan Jameson medvirkede i samme drama.
Bell var formand for juryen til Giffoni Film Festival i 2001 .
I 2002 medvirkede han som den handicappede tjener Smike i en tilpasning af Nicholas Nickleby og en ung soldat i Deathwatch.
I de følgende år portrætterede han en teenager på flugt i Undertow, en pacifist i Dear Wendy, en oprørsk teenager i det sydlige Californien i Chumscrubber og den unge Jimmy i filmen King Kong fra 2005.
I 2005 spillede han også over for Evan Rachel Wood i Green Days musikvideo Wake Me Up When September Ends, der blev instrueret af Samuel Bayer.
I 2007 spillede han hovedpersonen i Hallam Foe, for hvilken han blev nomineret som bedste skuespiller ved British Independent Film Awards. Derudover optrådte han som sig selv i KateModern.
Han havde to roller i 2008: i sci-fi-filmen Jumper og i dramaet Defiance. I sidstnævnte spillede han Asael Bielski, den tredje af Bielski-Brødrene og lederen af en partipolitisk gruppe, der reddede omkring 1200 liv under Holocaust.
I 2009 blev det meddelt, at Bell ville spille hovedrollen i motion capture-filmen, The Adventures of Tintin, sammen med britiske Simon Pegg og Nick Frost. Filmen blev udgivet i 2011.
Han spillede Esca i filmen The Eagle og St. John Rivers i Jane Eyre fra 2011.
I 2013 spillede han sammen med James McAvoy i filmen Filfth og optrådte som Edgar i Snowpiercer.
Fra 2014 til 2017 spillede Bell rollen som Abraham Woodhull i Turn: Washington's Spies.
I 2015 spillede han "Thing" i Fantastic Four.

## Privatliv
Bell begyndte at date den amerikanske skuespillerinde Evan Rachel Wood, efter de mødtes i 2005 under indspilningen af musikvideoen "Wake Me Up When September Ends" af Green Day.
Efter at have været sammen i et år gik parret fra hinanden i 2006.
Fem år senere, i midten af 2011, blev det rapporteret, at Bell og Evan Wood havde genoptaget deres forhold. 
Parret blev gift ved en lille ceremoni den 30. oktober 2012.
De har en søn, som blev født i juli 2013.
Bell og Wood blev skilt den 28. Maj 2014.
I slutningen af 2015 begyndte Bell at date sin medspiller fra Fantastic Four, Kate Mara, og i januar 2017 blev parret forlovet.

## Film og tv roller

### Film
| År   | Titel                             | Rolle                    | Instruktør         |
| ---- | --------------------------------- | ------------------------ | ------------------ |
| 2000 | Billy Elliot                      | Billy Elliot             | Stephen Daldry     |
| 2002 | Deathwatch                        | Pvt. Charlie Shakespeare | Michael J. Bassett |
| 2002 | Nicholas Nickleby                 | Smike                    | Douglas McGrath    |
| 2004 | Undertow                          | Chris Munn               | David Gordon Green |
| 2005 | Dear Wendy                        | Dick Dandelion           | Thomas Vinterberg  |
| 2005 | The Chumscrubber                  | Dean Stifle              | Arie Posin         |
| 2005 | King Kong                         | Jimmy                    | Peter Jackson      |
| 2006 | Flags of Our Fathers              | Ralph "Iggy" Ignatowski  | Clint Eastwood     |
| 2007 | Hallam Foe                        | Hallam Foe               | David Mackenzie    |
| 2008 | Jumper                            | Griffin O'Conner         | Doug Liman         |
| 2008 | Defiance                          | Asael Bielski            | Edward Zwick       |
| 2011 | The Eagle                         | Esca                     | Kevin Macdonald    |
| 2011 | Jane Eyre                         | St. John Rivers          | Cary Fukunaga      |
| 2011 | Retreat                           | Jack                     | Carl Tibbets       |
| 2011 | The Adventures of Tintin          | Tintin                   | Steven Spielberg   |
| 2012 | Man on a Ledge                    | Joey Cassidy             | Asger Leth         |
| 2013 | Snowpiercer                       | Edgar                    | Bong Joon-ho       |
| 2013 | Filth                             | Ray Lennox               | Jon S. Baird       |
| 2013 | Nymphomaniac                      | K                        | Lars von Trier     |
| 2015 | Fantastic Four                    | Ben Grimm/The Thing      | Josh Trank         |
| 2017 | Film Stars Don't Die in Liverpool | Peter Turner             | Paul McGuigan      |
| 2019 | Rocketman                         | Bernie Taupin            | Dexter Fletcher    |

### Tv
| År        | Titel                    | Rolle            | Noter                      |
| --------- | ------------------------ | ---------------- | -------------------------- |
| 2000      | Close and True           | Mark Sheedy      | 1 episode: "Town and Gown" |
| 2014–2017 | TURN: Washington's Spies | Abraham Woodhull | 40 episoder                |

### Musikvideoer
| 2005 | "Wake Me Up When September Ends" af Geen Day |

### Videospil
| År   | Titel                                         | Rolle                                             |
| ---- | --------------------------------------------- | ------------------------------------------------- |
| 2005 | Peter Jackson's King Kong                     | Jimmy (Stemme)                                    |
| 2008 | Jumper: Griffin's Historie                    | Griffin O ' Conner (Stemme)                       |
| 2008 | Lego Indiana Jones: The Original Adventures   | Fjenden Butler (Stemme)                           |
| 2009 | Lego Indiana Jones 2: The Adventure Continues | Fjendtlige Agent, Brawler, Greaser, Kok (Stemmer) |

## Priser
| ÅR   | Film/TV-serie     | Pris | Resultat  |
| ---- | ----------------- | --- | --------- |
| 2000 | Billy Elliot      | BAFTA Award for Best Actor in a Leading Role                                                            | Vundet    |
| 2000 | Billy Elliot      | British Independent Film Award for Best Newcomer                                                        | Vundet    |
| 2000 | Billy Elliot      | Broadcast Film Critics Association Award for Best Young Performer                                       | Vundet    |
| 2000 | Billy Elliot      | Empire Award for Best Debut                                                                             | Vundet    |
| 2000 | Billy Elliot      | Evening Standard British Film Award for Most Promising Newcomer                                         | Vundet    |
| 2000 | Billy Elliot      | Las Vegas Film Critics Society Award for Youth in Film                                                  | Vundet    |
| 2000 | Billy Elliot      | London Film Critics' Circle Award for British Newcomer of the Year                                      | Vundet    |
| 2000 | Billy Elliot      | National Board of Review Award for Outstanding Young Actor                                              | Vundet    |
| 2000 | Billy Elliot      | Phoenix Film Critics Society Award for Best Youth Performance                                           | Vundet    |
| 2000 | Billy Elliot      | Young Artist Award for Best Young Actor in an International Film                                        | Vundet    |
| 2000 | Billy Elliot      | Chicago Film Critics Association Award for Most Promising Actor                                         | Nomineret |
| 2000 | Billy Elliot      | European Film Award for Best Actor                                                                      | Nomineret |
| 2000 | Billy Elliot      | Online Film Critics Society Award for Best Breakthrough Performance                                     | Nomineret |
| 2000 | Billy Elliot      | Phoenix Film Critics Society Award for Best Newcomer                                                    | Nomineret |
| 2000 | Billy Elliot      | Satellite Award for Best Actor – Motion Picture Drama                                                   | Nomineret |
| 2000 | Billy Elliot      | Screen Actors Guild Award for Outstanding Performance by a Male Actor in a Leading Role                 | Nomineret |
| 2000 | Billy Elliot      | Screen Actors Guild Award for Outstanding Performance by a Cast in a Motion Picture                     | Nomineret |
| 2000 | Billy Elliot      | Teen Choice Award for Choice Movie Breakout Performance                                                 | Nomineret |
| 2002 | Nicholas Nickleby | National Board of Review Award for Best Cast                                                            | Vundet    |
| 2002 | Nicholas Nickleby | Young Artist Award for Best Performance in a Feature Film – Leading Young Actor                         | Nomineret |
| 2004 | Undertow          | Young Artist Award for Best Performance in a Feature Film – Leading Young Actor                         | Vundet    |
| 2007 | Hallam Foe        | BAFTA Scotland Award for Best Actor                                                                     | Nomineret |
| 2007 | Hallam Foe        | British Independent Film Award for Best Actor                                                           | Nomineret |
| 2008 | Jumper            | MTV Movie Award for Best Fight (sammen med Hayden Christensen)                                          | Nomineret |
| 2013 | Nymphomaniac      | Bodil Award for Best Supporting Actor                                                                   | Nomineret |
| 2016 | Fantastic Four    | Golden Raspberry Award for Worst Screen Combo (sammen med Kate Mara, Michael B. Jordan og Miles Teller) | Nomineret |

## Eksterne links
- Jamie Bell på Internet Movie Database (engelsk)
- Jamie Bell på Filmdatabasen
- Jamie Bell på danskfilmogtv.dk
- Jamie Bell på Scope
- Jamie Bell på Svensk Filmdatabas (svensk)
- Jamie Bell på AlloCiné (fransk)
- Jamie Bell på AllMovie (engelsk)
- Jamie Bell på Turner Classic Movies (engelsk)
- Jamie Bell på Rotten Tomatoes (engelsk)
- Jamie Bell på The Movie Database (engelsk)
- Folk i Film: Jamie Bell Arkiveret 19. februar 2011 hos  Wayback Machine – Focus Features (engelsk)
- X-bruger: @1jamiebell